# كارل فون هايدن
كارل هاينريش جورج (إس) فون هايدن (20 يناير 1793 فرانكفورت - 7 يوليو 1866) كان سيناتورًا ألمانيًا وعالم الحشرات. لقد جمع الحشرات في جميع الرتب لكنه كان مهتمًا بشكل خاص بـ الخافس وغشائيات الأجنحة وذوات الجناحين والحشرات الأحفورية. قسمت مجموعاته بين المعهد الألماني للحشرات ومتحف سينكنبرج.
درس علم التحريج تحت إشراف يوهان متهوس بشستين في أكاديمية دريسيجاكر فورست بالقرب من ماينينغن، ثم تابع تعليمه في جامعة هايدلبرغ. أجرى مع ابنه دراسات على الحشرات الأحفورية الموجودة في فحم بني. بالإضافة إلى أبحاثه في علم الحشرات، أجرى تحقيقات في عينات الزواحف التي جمعها إدوارد روبيل في شمال إفريقيا.